# اوستریا فرانچسکانا
اوستریا فرانچسکانا (ایتالیایی: Osteria Francescana؛ ترجمهٔ تحت‌اللفظی: میخانه فرانسیسکن) رستوران سه‌ستارهٔ ایتالیایی متعلق به ماسیمو بوتورا است که در شهر مودنا واقع شده‌است. این رستوران ۲ مرتبه در سال‌های ۲۰۱۶ و ۲۰۱۸ به‌عنوان بهترین رستوران جهان انتخاب شد و ۴ مرتبه نیز به رتبه‌های دوم یا سوم فهرست ۵۰ رستوران برتر جهان دست یافته‌است.